# 복희
태호 복희씨(太皞伏羲氏) 또는 포희씨(庖犧氏)는 중국 삼황 중 하나이다. 전설에서 복희는 인류에게 닥친 대홍수 시절에 표주박 속에 들어가 있던 덕분에 되살아날 수 있었다고 하는데, 다시 살아났다는 의미로 복희라고 했다고 전한다. ‘복희’란 희생(제사에 쓰이는 짐승)을 길러 붙여진 이름이다. 성씨는 풍(風)으로 전해진다. 사마천의 《사기》에는 동이족이라고 서술되어 있다. 팔괘(八卦)를 창제했다고 전한다. 이는 《주역》(64괘)의 사상적 기초가 되었다. 도교에서는 그를 동방의 천제라 일컫는다. 또한 글자를 만들었다고 믿어졌다. 또 복희는 혼인제도를 만들었으며 姓氏를 만들었다고한다. 복희는 회양현(=陳(진))에 도읍을 정했다고 한다. 회양현에서 복희가 만들었다는 팔괘가 발견되었다.

## 출생
전설에 의하면 태호 복희씨는 기원전 2800년 무렵에 살았다고 전한다. 그는 사람의 머리에 뱀의 몸을 하고 있다고 하며, 다른 전설에는 용의 몸이라고도 한다.
원래 민간 전설상으로는 태호와 복희는 별개의 인물이었다. 전국시대 진(秦)나라에서 편찬한 세본(世本)에서 동일 인물로 서술하자, 이후 황조 이후부터 동일인으로 서술 하기 시작하였다. 이름이 두 개이고, 본래 동일인이 아니라는 기록이 존재하므로 실존성은 낮은 신화적인 상징이라고 해석이 하기도 한다.
태호 복희는 여와처럼 고대 민간 신앙의 신화일 뿐 실존 인물이 아니라는 비판적인 시각도 있다. 복희 상상도가 출토된 신장의 경우 본래 한족 지역이 아니며, 한족 이외에 남방 소수 민족들도 복희 신화를 가지고 있어, 고대 씨족 사회에 널리 사용된 민간 신으로 이해하는 경우도 있다.
당나라 시대에 간행된 역경에 따르면 복희가 팔괘(八卦)를 만들었다고 서술하고 있으나, 복희가 살았다는 기원전 25세기의 문자나 기호가 발견되지 않았다. 최근 연구 결과에 의하면 팔괘는 주나라 초기 점술가들이 제안하였고 기원전 5세기 무렵에 여러 신앙과 풍습이 더해져 만들어진 것이라고 하여, 사서의 내용들과는 실제로는 다른 면도 있다. 글자를 만들었다고 믿어지기도 하지만, 역시 복희가 살았던 시대의 문자는 발견되지 않았다.
전설에 의하면 100년 이상 살았다고 전해진다. 무덤은 화이양 현 북쪽 3리 떨어진 곳에 있다. 하지만 다른 전설 시대에 나오는 인물 무덤처럼 실제인지는 명확하지 않다.
자식으로는 복비가 있고 후손은 늠군이다.